# Mavinga
Mavinga é uma cidade e município de Angola, capital da província de Cuando.
Tem 44 347 km² e cerca de 30 mil habitantes. É limitado a norte pelos municípios de Cuito Cuanavale e Dima, a leste pelo município do Rivungo, a sul pelo município de Luengue, e a oeste pelos municípios do Nancova e de Cuito Cuanavale.
O município é constituído apenas pela comuna-sede, correspondente à cidade de Mavinga. Anteriormente seu território continha as comunas de Dima-Cunjamba, Cutuile e Luengue.